# Ce que le jour doit à la nuit
Pour le film, voir Ce que le jour doit à la nuit (film).
Ce que le jour doit à la nuit est un roman de Yasmina Khadra écrit en 2008. L'action se déroule principalement en Algérie de 1930 à 1962.

## Histoire
Younes, un petit Algérien de dix ans, vit avec ses parents et sa sœur. Après l'incendie criminel de leur récolte, ils sont ruinés et doivent quitter leurs terres pour trouver du travail en ville à Oran. Son père, ne pouvant subvenir à ses besoins, décide de confier son fils à son frère, pharmacien, marié à une française. Younes devient Jonas et intègre une communauté de roumis c'est-à-dire des Français vivant en Algérie, les futurs « pieds-noirs ». Avec ses beaux yeux bleus et son physique avantageux, Younes est vite accepté par sa nouvelle communauté aisée.
Au fil des années, il va découvrir son pays et apprendre à l'aimer, l'amitié entre quatre amis, de jeunes colons, et l'amour nommé Émilie. Mais il va aussi découvrir la misère des siens, la guerre et l'injustice.

## Thèmes abordés
- L'Algérie coloniale de 1930 à 1962.
- La guerre d'Algérie pour l'indépendance.
- Le départ des « pieds-noirs ».
- Le secret.

## Prix littéraires
- Prix Roman France Télévisions (2008)[3]
- Élu Meilleur livre de l'année 2008 par le magazine Lire
- Prix des Lecteurs corses (2009)

## Éditions françaises
Édition imprimée originale
- Yasmina Khadra, Ce que le jour doit à la nuit : roman, Paris, éd. Julliard, 21 août 2008, 413 p., 23 cm (ISBN 978-2-260-01758-5, BNF 41303174)

Livre audio
- Yasmina Khadra, Ce que le jour doit à la nuit, Paris, éd. Audiolib, 19 novembre 2008 (ISBN 978-2-35641-041-2, BNF 41380578)Texte intégral ; narrateur : André Pauwels ; support : 1 disque compact audio MP3 ; durée : 11 h 58 min environ ; référence éditeur : Audiolib 25 0042 9.

Édition en gros caractères
- Yasmina Khadra, Ce que le jour doit à la nuit, Paris, éd. de la Loupe, coll. « Roman », février 2009, 587 p., 22 cm (ISBN 978-2-84868-246-4 et 978-2-84868-247-1, BNF 42120824)Deux volumes, chacun disposant de son propre code ISBN.

Édition au format de poche
- Yasmina Khadra, Ce que le jour doit à la nuit, Paris, éd. Pocket, coll. « Pocket » (no 14017), 3 septembre 2009, 437 p., 18 cm (ISBN 978-2-266-19241-5, BNF 42062750)

Édition au format électronique
- Yasmina Khadra, Ce que le jour doit à la nuit, Paris, éd. Julliard, 21 février 2013 (EAN 9782260019237)Format EPUB.

## Adaptations
- 2012 : Ce que le jour doit à la nuit, film d'Alexandre Arcady
- 2023 : Ce que le jour doit à la nuit, bande dessinée, scénario de Stella Lory, dessins de Marion Duclos